# Karl Lösche
Karl Lösche (* 21. Januar 1887 in Rudolstadt; † 11. August 1964 in Dießen am Ammersee) war ein deutscher Bildhauer.

## Leben
Lösche studierte an der Akademie der Bildenden Künste München bei Balthasar Schmitt, zu dem er auch eine Freundschaft pflegte. Als Soldat im Ersten Weltkrieg wurde er schwer verwundet. 1923 nahm er am Marsch auf die Feldherrnhalle teil und erhielt dafür später den sogenannten „Blutorden“. Zum 1. Juni 1929 trat er der NSDAP bei (Mitgliedsnummer 132.176). Bei der Reichstagswahl 1933 kandidierte er für die NSDAP im Münchner Vorort Solln, wo er seinen Wohnsitz hatte. Im selben Jahr wurde er Referent im Bayerischen Kultusministerium. Er war maßgeblich an der Vertreibung des Architekten der Münchner Moderne Robert Vorhoelzer von der TU München beteiligt.
In der Zeit des Nationalsozialismus war Lösche Mitglied der Reichskammer der bildenden Künste. Für diese Zeit ist seine Teilnahme an sechs großen Ausstellungen sicher belegt, darunter 1944 die Große Deutsche Kunstausstellung in München, wo er einen Wandbrunnen zeigte.
Von 1933 bis 1945 war er Professor für Keramik und Bildhauerei in München. Lösche ist der Vater des Keramikers Ernst Lösche. Künstlerisch widmete sich Karl Lösche vor allem der Steinbildhauerei.

## Werke (Auswahl)

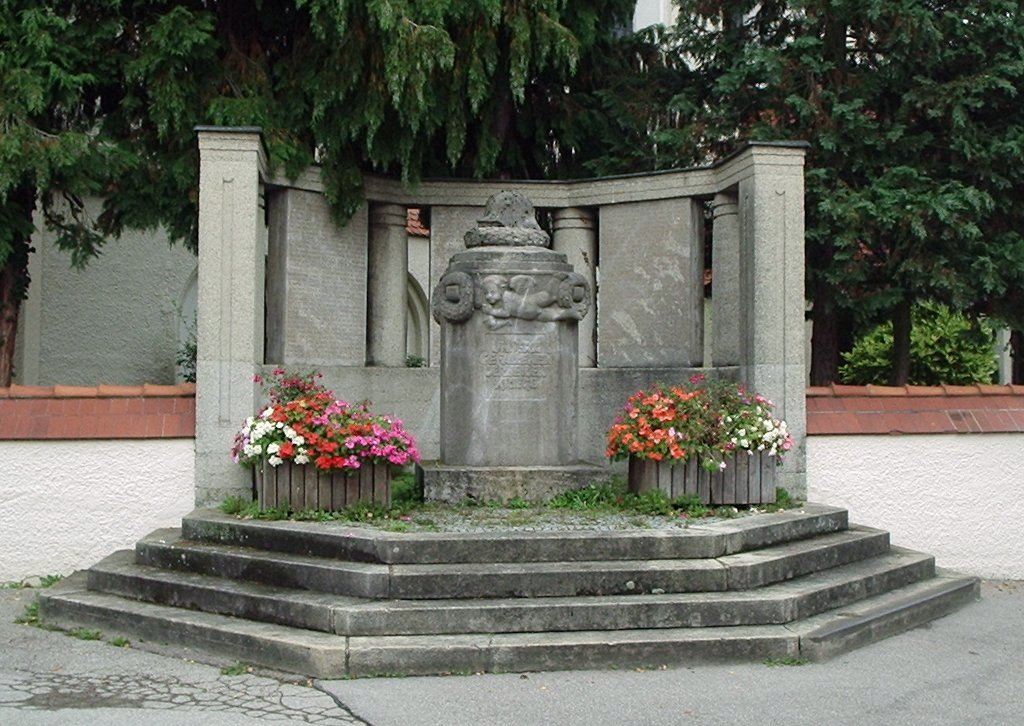
Kriegerdenkmal in München-Solln

- Kriegerdenkmal an der Pfarrkirche St. Johann Baptist in München-Solln, nach 1918
- Skulptur Lesende Kinder an der Volksschule an der Herterichstraße in München-Solln, 1920
- Sterbender Fahnenträger in Rudolstadt
- Figuren Die vier Winde am Uhrturm beim Deutschen Museum
- Christusfigur an der evangelischen Kirche in Bad Tölz
- St. Georg an der Kirche in Großhartpenning